# Lina (Neustadt)
Lina  ist ein Stadtteil von Neustadt an der Donau im Landkreis Kelheim in Niederbayern. 

## Lage
Der Weiler Lina gehört zur Hallertau. Er liegt an der höchsten Stelle im südlichen Hang des Donautales.
Von Lina aus bietet sich ein schöner Blick auf die Stadt Neustadt an der Donau, die Ebenen des Donautales sowie die nördlich der Donau gelegenen Höhen des beginnenden Jura. Südlich des Ortes verläuft die B 16. Daran schließt sich das Hallertauer Hügelland mit dem östlichen Teil des Dürnbucher Forstes an.
Regensburg ist in östlicher Richtung zirka 45 km und Ingolstadt in westlicher 30 km entfernt. München liegt etwa 90 km südlich des Ortes.

## Geschichte
Der Weiler existierte nachweislich bereits im frühen 13. Jahrhundert. Urkundlich ist er als „Villa Linden“ überliefert.
Aus dem Jahre 1220 ist ein Zehentstreit zwischen „Henricus Decanus de Gegkingen“, also der Pfarrei Bad Gögging und dem Kloster Weltenburg urkundlich erwähnt. Zehentpflichtig waren die Orte Deisenhofen, Lina, Mauern, Sittling, Trepfenau, Ulrain, Welschenbach und Wöhr.
Die Orte Oberulrain und Niederulrain sowie der Weiler Lina bildeten ursprünglich die gemeinsame politische Gemeinde Oberulrain. Diese wurde im Rahmen einer Gemeindegebietsreform am 1. Mai 1978 in die Stadt Neustadt an der Donau eingegliedert.

## Wirtschaft und Infrastruktur
Der aus vier Anwesen bestehende Weiler ist ausschließlich land- und forstwirtschaftlich geprägt. Hopfenanbau bildet hierbei den Schwerpunkt.